# Ptilogyna (Plusiomyia) tripectinata
Ptilogyna (Plusiomyia) tripectinata is een tweevleugelige uit de familie langpootmuggen (Tipulidae). De soort komt voor in het Australaziatisch gebied.